# Schweizer Weinkönigin
Die Schweizer Weinkönigin (französisch: Reine du vin de Suisse,  italienisch: Regina del vino della Svizzera) repräsentiert die Weine und den Weinbau in der Schweiz.
Die Wahl fand erstmals im Februar 2008 statt. Erste Siegerin wurde die diplomierte Winzerin Karin Rohner aus Stäfa am Zürichsee.
Organisatoren waren der Lebensmittel-Discounter Denner und die Zeitung SonntagsBlick, die erst einen Fragebogen verschickten und die Kandidatinnen aus fast allen Regionen der Schweiz nach einer Vorauswahl von einer fünfköpfigen Jury begutachten liessen:
- Karina Berger, Miss-Schweiz-Organisation, ehemalige Miss Schweiz
- Marco Castellaneta, Ringier-Pressesprecher, ehemaliger konsum.tv-Moderator
- Felix Christen, Önologe
- Madeleine Gay, Chefönologin bei Provins
- Chandra Kurt, Weinexpertin und Autorin

## Bisherige Weinköniginnen
1. 2008/09:0 Karin Rohner, Stäfa (Kanton Zürich)[1]